# Mîluși, Luțk
Mîluși (în ucraineană Милуші) este un sat în comuna Maiakî din raionul Luțk, regiunea Volînia, Ucraina.

## Demografie
Componența lingvistică a localității Mîluși
     Ucraineană (98,69%)
     Rusă (1,18%)
Conform recensământului din 2001, majoritatea populației localității Mîluși era vorbitoare de ucraineană (98,69%), existând în minoritate și vorbitori de rusă (1,18%).